# 步兵登陆艇
步兵登陆艇（英語：Landing Craft Infantry，縮寫：LCI）是美国二战时期几种运输步兵滩头登陆的大型钢制船艇。能运载200名步兵，以15节航渡。 从1943年起建造了923艘。其中一些改装为重装甲火力支援船。

## 设计建造
最初是英国提出设计用途：能运输200名全副武装士兵航渡英吉利海峡在欧洲大陆登陆的一次性钢壳船，不需要步兵住舱，给步兵提供长凳即可。由于英国的钢都用于制造战斗舰艇，大型LCI的建造任务由美国10家船厂承担。 长48米，宽7米。
有3种主要类型：
- LCI(L)1-349型：方形指挥塔，舷侧跳板
- 圆形指挥塔，舷侧跳板
- LCI 350型：原型指挥塔, 艏跳板，双艏门

所有LCI(L)使用双轴、八发底特律6-71 6051柴油机，两冲程6缸直流扫气水冷直接喷射式，单缸排气量71立方英寸（1163毫升），总计1600马力。采用罗茨式压气机。单发失效可以从变速箱断开维修发动机。通用发动机公司的电动部门提供减速齿轮、可逆槳距螺旋桨、驱动轴、控制单元。可以方便地倒车离开滩头。两部底特律柴油机公司的2-71柴油机驱动2部30kW 120V 直流船用发电机。
LCI(L)装备4到5门20毫米厄利空防空机炮。每门机炮安装在圆形防盾中。

## 服役历史

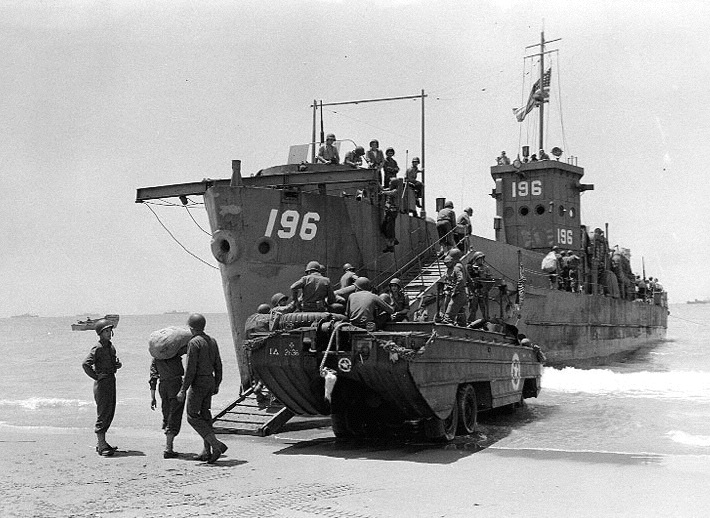
1943年7月11日在西西里岛登陆的舷侧跳板的LCI

1943年，首批LCI(L)入役英国海军与美国海军。每艘的步兵运载能力为180人，后提高到210人。总计制造了923艘，其中211艘租借给英国海军。1945年6月与7月，在草裙舞计划中，美国在阿拉斯加的冷湾移交给苏联30艘LCI(L)以帮助苏联对日作战。1945年8月18日苏军登陆占守岛作战时，16艘该型号登陆艇有5艘战损。1955年苏联把剩下的15艘登陆艇返还给美国。
1946年，英美两国海军的大部分LCI(L)退出现役，被转入预备役、销售、报废、用作靶舰。阿根廷获得15艘。中华民国海军获得13艘（称作“联”字号登陆舰），印度尼西亚获得7艘，智利获得6艘，多米尼加共和国获得3艘，菲律宾获得3艘，以色列获得2艘，泰国获得2艘，南韩获得1艘。

## 变种型号

### LCI(G)炮艇
装备2或3门40毫米机炮，12.7毫米机枪，10门Mk.7火箭筒。不载步兵。用于登陆提供火力支援。 

### LCI(M)迫击炮船
装备3门107毫米化学迫击炮。

### LCI(R)火箭炮船
装备6门127毫米火箭炮。 

## 中国海军获得的LCI
| 美军舷号 | 中国海军命名 | 竣工日期   | 移交中国海军日期 |
| -------- | ------------ | ---------- | ---------------- |
| LCI-233  | 联珍         | 1943.1.20  | 1946.6.12        |
| LCI-514  | 联璧         | 1943.12.3  |                  |
| LCI-517  | 联光         | 1943.12.13 |                  |
| LCI-631  | 联华(265)    | 1944.6.16  |                  |
| LCI-418  | 联胜(263)    | 1944.2.18  | 1946.7.10        |
| LCI-417  | 联利(262)    | 1944.2.18  | 1946.12.12       |
| LCI-630  | 联铮(264)    | 1944.6.15  | 1947.3.1         |
| LCI-632  | 联荣         | 1944.6.17  | 1947.4.28        |
|          | 联珠(261)    |            |                  |
|          | 联强(266)    |            |                  |
|          | 联智(271)    |            |                  |
|          | 联仁(272)    |            |                  |
|          | 联勇(273)    |            |                  |

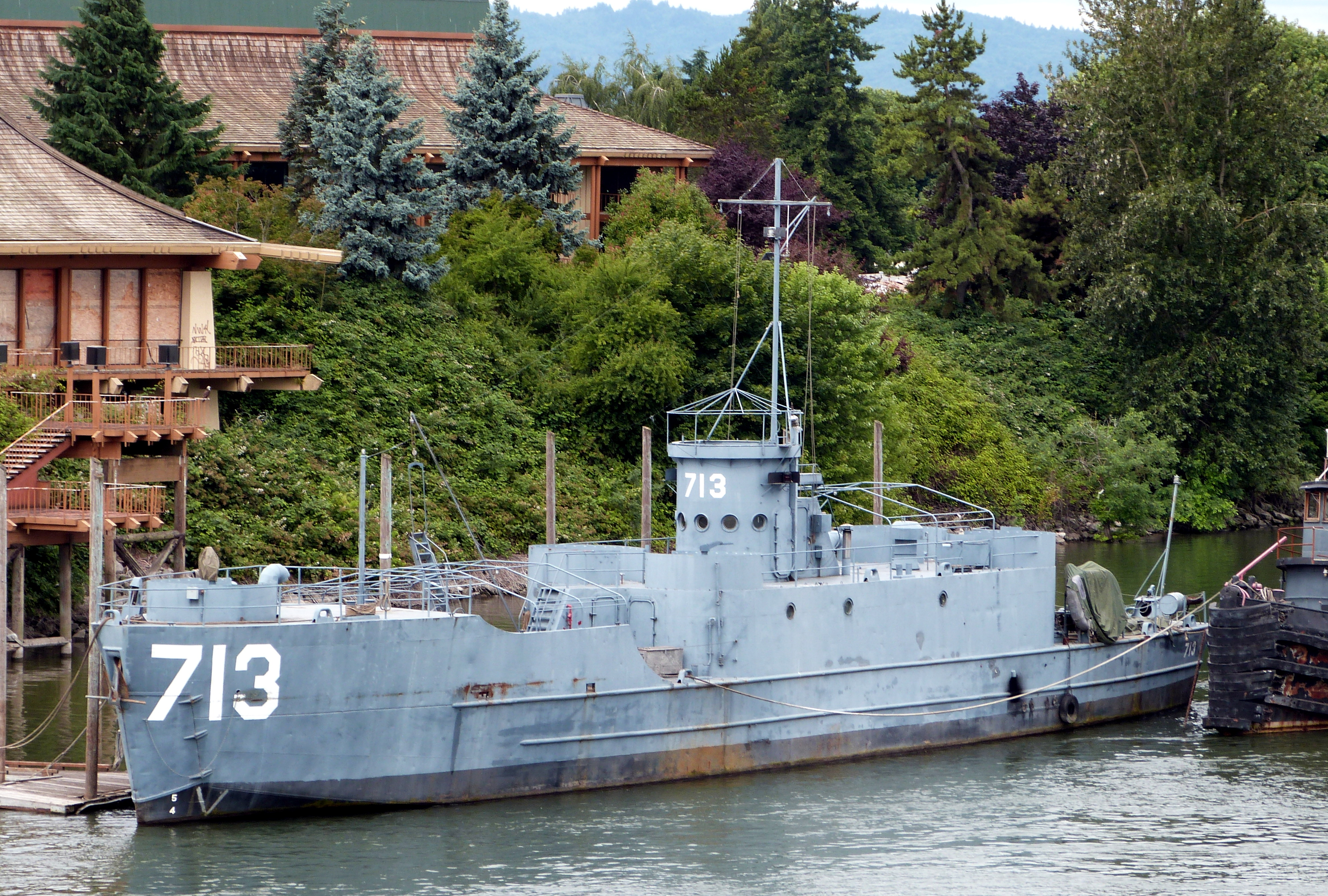
2012年俄勒冈州波特兰一艘部分恢复的艏跳板LCI

联光舰于1949年4月23日随海防第二舰队起义投奔解放军，改装为“古田”号扫雷舰。
联荣舰是海军第四巡防艇队旗舰。1949年10月14日广州解放,联荣号奉命带着第四巡防艇队撤往澳门海面锚泊待命。舰员李振华、曲振华、刘景龙、杨成德等人策动70余人于1949年10月26日凌晨采取行动，海军第四巡防舰队队长柳炳（陶峙岳的女婿）积极配合下令所属炮艇跟随航行，成功控制该舰，从澳门起锚经江门于10月28日早晨8时，安全抵达广州，受到邓华、洪学智、云广英等首长和军民的欢迎。海军第四巡防舰队25号炮艇随舰起义。编入广东军区江防司令部，更名“勇敢”。后编入中南军区海军，定舷号“3-141”，加装武器被改装成炮舰使用。改造前日制88式75毫米高射炮2门，九六式25毫米双联装机关炮1座，九三式13毫米机枪2挺，美制厄立孔20毫米机关炮4门，轻机枪2挺。美改造后为美制MK-22型76毫米高平两用炮2门，苏制70-K型37毫米机关炮4门。1953年9月9日在珠江口伶仃洋将越界的驻港英军“HDML1323”号炮艇击成重伤，成为中南军区海军拥有战功的一艘军舰。
“桂山”舰原为广西航业公司买下当做货轮使用，1949年在香港投共，回归广州编入广东江防部队，更名“桂山”，加装武器被改装成可以运兵的炮舰。美制40毫米MK-3型机关炮2门，九六式25毫米机关炮4门。1950年5月25日在解放万山群岛战斗中，满载陆军第131师一部，原定去垃圾尾岛附近的青洲、三角岛登岛作战。途中遭敌舰攻击。顽强抵抗，舰体多处中弹起火，甲板上物资几乎全部被毁，机舱进水。舰长池敬樟（曾任国军“同心”号炮舰舰长）牺牲，舰员多半伤亡。陆军战士在甲板使用步兵武器对敌舰射击，伤亡很大。随舰的第131师副团长郭庆隆指挥全速冲向垃圾尾岛钓庭湾抢滩成功，幸存官兵在副团长郭庆隆率领下和敌海军陆战团展开肉搏战，大部壮烈牺牲，仅幸存5人。
“桂海”舰原为广西航业公司买下当做货轮使用，1949年在香港起义，回归广州编入广东江防部队，更名“桂海”，加装武器被改装成可以运兵的炮舰使用。美制40毫米MK-3型机关炮2门，九六式25毫米机关炮4门（改造前）。改造后苏制70-K型37毫米机关炮4门。后使用舷号“3－151”
中国人民解放军海军利用美制LCIL改造的水声调查船“枣庄”舰。后移交中国科学院海洋研究所改为“海鸥”号科考船，目前仍在青岛中港码头作为浮码头使用。
上海杨浦大桥浦东一侧申佳船厂停靠着一艘LCIL改制的舷号“海修116”修理船，前身不明。